# Caruggi di Genova
Un caruggio, carruggio o carrugio (dal genovese caroggio [kaˈɾud͡ˑʒu]) è una strada, vicolo o anche porticato tipico dei centri storici liguri. Il termine deriverebbe dal latino quadrivium, nella sua forma volgare quadruvium.
In questi spazi angusti, stretti tra la colline e il mare, l’orgoglio dei ricchi mercanti e dei nobili genovesi fece edificare splendide dimore, dove furono raccolte e custodite per secoli opere d’arte, ancora visibili all’interno di alcuni dei palazzi, oggi musei aperti al pubblico. Tra gli edifici costruiti negli ultimi due secoli (XIX e XX) vi è la presenza di alcuni edifici di assoluto prestigio - i famosi Palazzi dei Rolli, patrimonio mondiale dell'umanità - il centro storico genovese
In questo mix di sapori, odori, colori, forme e stili architettonici, deve fare costantemente i conti con la propria parte più degradata, della quale sono un'evidente testimonianza - sul piano dell'urbanistica abitativa - gli oltre duemila bassi censiti (agosto 2006) nei soli vicoli di categoria secondaria, ovvero quelli meno frequentati dai turisti o dalla movida locale.
Il censimento, compiuto dalla Questura di Genova a distanza di quasi cent'anni da un precedente studio analogo, ha consentito di contabilizzare la miriade di entità architettoniche spurie, situate al piano strada di edifici in gravi condizioni e il più delle volte impiegate in maniera inappropriata.
I caruggi interessati dal fenomeno hanno nomi suggestivi, quali Vico chiuso della Rana, Vico Cicala, Vico degli Stoppieri, Vico Boccadoro, Vico delle Pietre preziose, Vico della Pace, Vico chiuso del Leone, Vico Macellari, Vico Santo Sepolcro, Vico Cavigliere e Vico dell'Olio.
Nel quadro di un'opera di recupero di queste realtà fatiscenti, le autorità locali sono state incaricate di accertare in particolare il grado di rispetto delle norme igienico-sanitarie e di quelle d'uso dei locali, attualmente adibiti prevalentemente a pied-à-terre per la prostituzione, negozi irregolari, magazzini e depositi, box per motocicli e unità multiabitative per immigrati extracomunitari.
Il dettaglio dei 2.154 bassi censiti (Fonte: Il Secolo XIX) ha definito in particolare la presenza di:
- 767 magazzini e depositi
- 757 locali in abbandono o in disuso
- 302 locali privi di accesso
- 56 locali chiusi o con attività cessata
- 49 locali in ristrutturazione
- 31 locali adibiti alla prostituzione
- 15 locali ad uso abitazione
- 177 locali adibiti a usi diversi

(Nell'immagine: un antico caruggio a Sottoripa)

## Origine e caratteristiche
Nel medioevo, sui carruggi si fondava il reticolo stradale genovese, controllato dalle potenti famiglie mercantili cittadine. Spesso gli edifici ai lati del carruggio si affacciavano sullo stesso con un portico, che benché fosse di uso pubblico era costruito autonomamente dal proprietario di ciascun edificio, come si può vedere dal fatto che lo stile di ciascun pezzo di portico muta spostandosi da un palazzo all'altro, come si vede benissimo per esempio nel centro storico di Chiavari. 
In alcuni casi, successivamente, per esempio a Genova, i privati finirono per murare i portici, sottraendoli all'uso pubblico, e trasformandoli in magazzini e negozi.
Nella toponomastica ufficiale il vocabolo caruggio è normalmente tradotto in italiano secondo i casi con vicolo per quelli più piccoli o via per quelli più grandi.
Da notare che ogni centro storico ligure ha il suo "Caroggio Dritto" (pronuncia: Caruggiu Drittu), si tratta della via principale e più elegante del centro storico, il termine deriverebbe dal Carrubeus rectus, Vico Dritto o Via Retta, che portava all'antica Piazza Ponticello (in ligure: Pontixello, pronunciato Puntijellu, con la J del francese Journal), cancellata a seguito dell'attuazione del piano regolatore del 1934 a compimento della ristrutturazione dell'antico quartiere di Borgo Lanaiuoli e della zona di Ravecca, adiacente al Piano di Sant'Andrea.
Buona parte dei caruggi di Genova che si dipanano da Sottoripa ha il nome di uno specifico settore lavorativo, per lo più artigianale, poiché nel passato le varie attività erano accentrate in determinati vicoli dei principali sestieri (le porzioni in cui era anticamente suddiviso il centro storico).
Si hanno così via Orefici (o via degli Orefici o fraveghi, cioè fabbri), dove troviamo il bellissimo bassorilievo raffigurante l'Adorazione dei Magi e l'edicola dipinta su ardesia da Pellegrino Piola, vico Indoratori, piazza di Pellicceria (ove sin dal XIII secolo avevano sede le più pregiate pelliccerie di Genova), salita Pollaiuoli, via Macelli di Soziglia.
Naturalmente, con il passare del tempo questa caratteristica ha perso del tutto il suo valore originario, ma rimane il nome che ricorda il passato medioevale. Oggi la maggior parte dei caruggi genovesi continuano ad attirare turisti anche per la vasta e articolata offerta merceologica artigianale, data dalla presenza di numerose botteghe di restauratori in legno, antiche mercerie, laboratori artistici, ecc.
Alcuni vicoli hanno nomi suggestivi e di riferimento popolare, come vico dell'Amor Perfetto, nome poetico che però era dato ironicamente al luogo in cui fino al 1958, prima che entrasse in vigore la legge Merlin, nei caruggi genovesi avevano sede le più popolari e frequentate case di tolleranza.

## Caroggiecreuze
Distinta dal caroggio, che è una via o vicolo cittadino, viene definita crêuza (spesso crosa in italiano) una mulattiera, scalinata o ancora piccola discesa che dalle alture collinari scende ripidamente a valle.
Se situata nei pressi del mare, spesso in prossimità di trivi (incroci di tre strade) la creuza diventa una Creuza de mâ, ovvero una crêuza di mare, così come è stata cantata da Fabrizio De André nel brano intitolato, appunto, Creuza de mâ (il popolare cantautore aveva precedentemente avuto occasione di dedicare una sua canzone ad uno dei principali caruggi di Genova: la via del Campo che congiunge piazza Fossatello alla via e al quartiere di Pré).

## Spazi angusti di una città obliqua

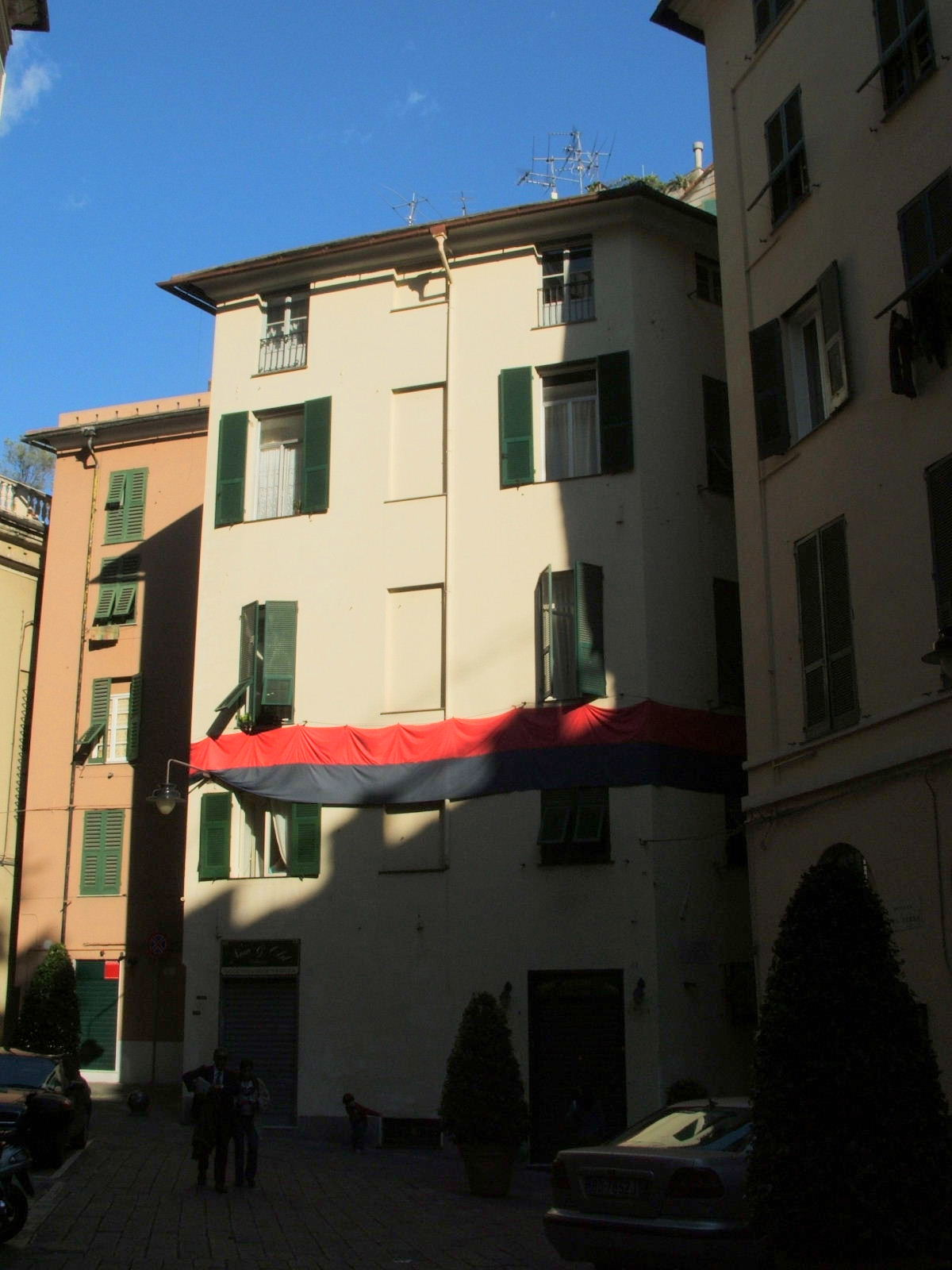
Linea di case sovrapposte
nei pressi di via della Maddalena

Nel descrivere Genova come una città obliqua [poggiata, con edifici di sette piani, su tre o quattro colline], lo scrittore Vicente Blasco Ibáñez, uno degli illustri viaggiatori che nel XIX secolo ebbero modo di visitare il capoluogo ligure, scrisse nel 1896 in una pagina di Il paese dell'arte:
"Genova è la città dei contrasti, dei grandi palazzi e dei miseri caruggi... Ad eccezione di mezza dozzina di grandi strade che, tracciate a caso, costituiscono la spina dorsale della città, le altre vie si chiamano "vicoli" e ve ne sono di quelli che sono vere scale per le quali non si può transitare senza agguantarsi ad una rugginosa ringhiera di ferro."
Ma - aggiungeva l'autore spagnolo subito dopo - anche sulle vie principali, le grondaie [dei palazzi], sostenute da cariatidi, si toccano quasi e lasciano passare attraverso lo stretto spazio libero la viva luce del mezzogiorno.
Nei tempi antichi, la conformazione dei caruggi, con le costruzioni assai contigue, aveva anche uno scopo difensivo soprattutto contro le razzie dei pirati. Era infatti molto facile approntare barricate e difendere le postazioni dalle finestre. Quella che in tempi successivi diverrà una città fortificata cominciò a creare un proprio nucleo inespugnabile fin dalla radice del primo centro abitativo, individuato dagli storici dalla collinetta di Sarzano, appena sopra l'attuale zona delle Grazie, ove sorgono i principali cantieri di riparazione.

## Nella letteratura
Lo scrittore - torinese di nascita ma genovese d'adozione - Gaspare Invrea (più conosciuto con lo pseudonimo di Remigio Zena) ha ambientato nei caruggi genovesi (anche se ha preferito ideare una piazzetta della Pece Greca di assoluta fantasia come fulcro della vicenda) le vicende de la Bricicca, straordinaria figura femminile protagonista del suo romanzo più conosciuto: La bocca del lupo.
Nel primo romanzo di Italo Calvino, Il sentiero dei nidi di ragno, la prima immagine che ci viene fornita è quella del personaggio protagonista Pin che deambula per un "caruggio" della città di Sanremo, tipica via dei centri storici liguri.
Calvino scrive:" A canzonare Pin c'è sempre da rimettere: conosce tutti i fatti del carruggio e non si sa mai cosa va a tirar fuori" (cap. I).

## Via di Prè
Via di Prè è il più conosciuto caruggio di Genova. Dà il nome anche al sestiere di Prè.
Caruggio, decisamente malfamato, dove però hanno a lungo convissuto il degrado, con una popolazione genuina che magari frequentava il fornito mercato di ortofrutta per la sua convenienza; la via negli anni ha visto la presenza di numerosi negozi di abbigliamento, casalinghi, articoli cosiddetti introvabili e numerosi negozi con tutte le novità elettroniche del tempo.
Da non dimenticare il famoso mercatino di "Shanghai" collocato sul lato porto, il quale a prezzi molto convenienti offriva tutti i prodotti di ultima tendenza. Nella parte finale di via Prè adiacente a Porta di Vacca si poteva trovare l'unico venditore nero che offriva veri manufatti africani.

## Galleria d'immagini

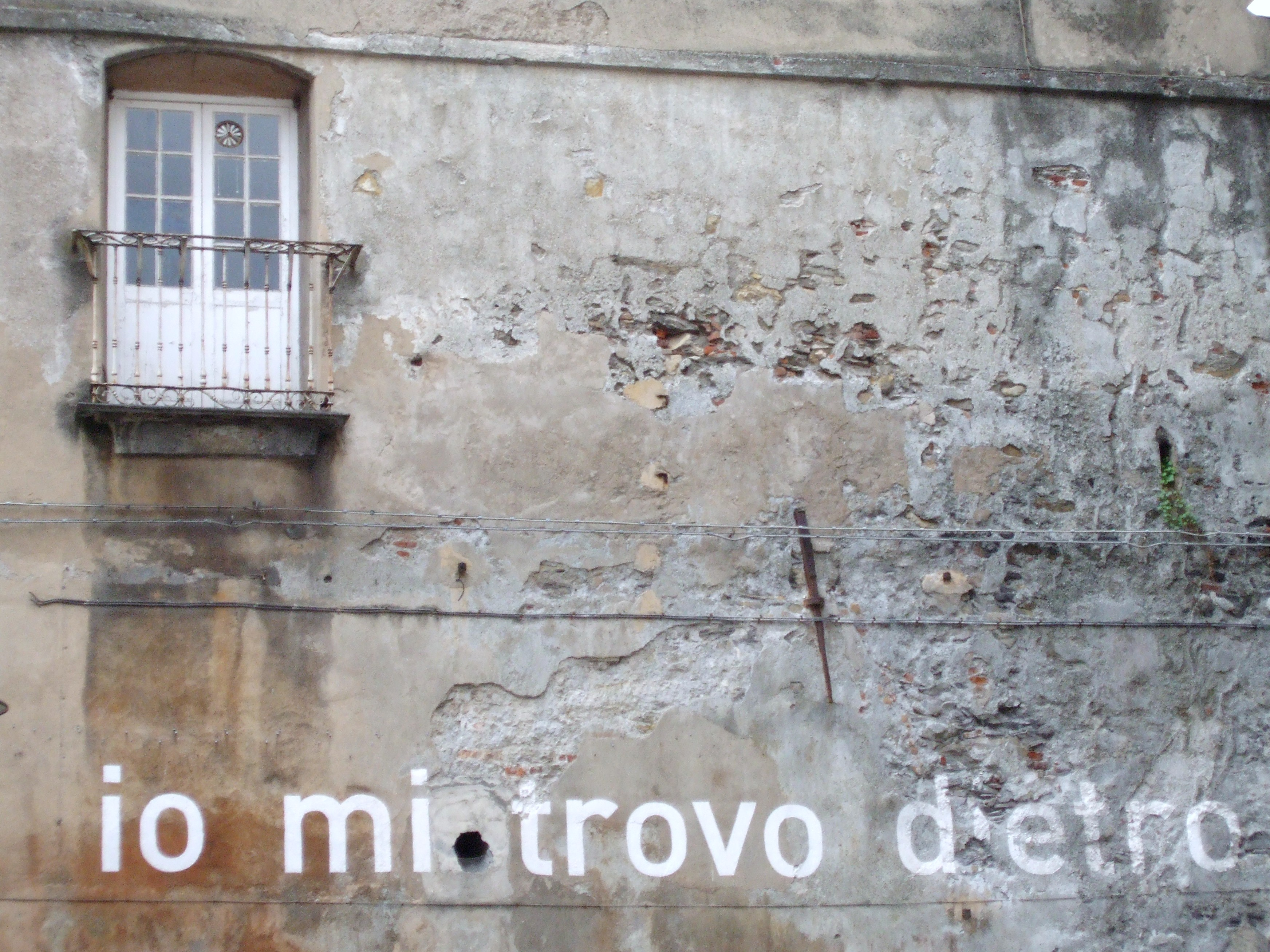
Scritte "originali"
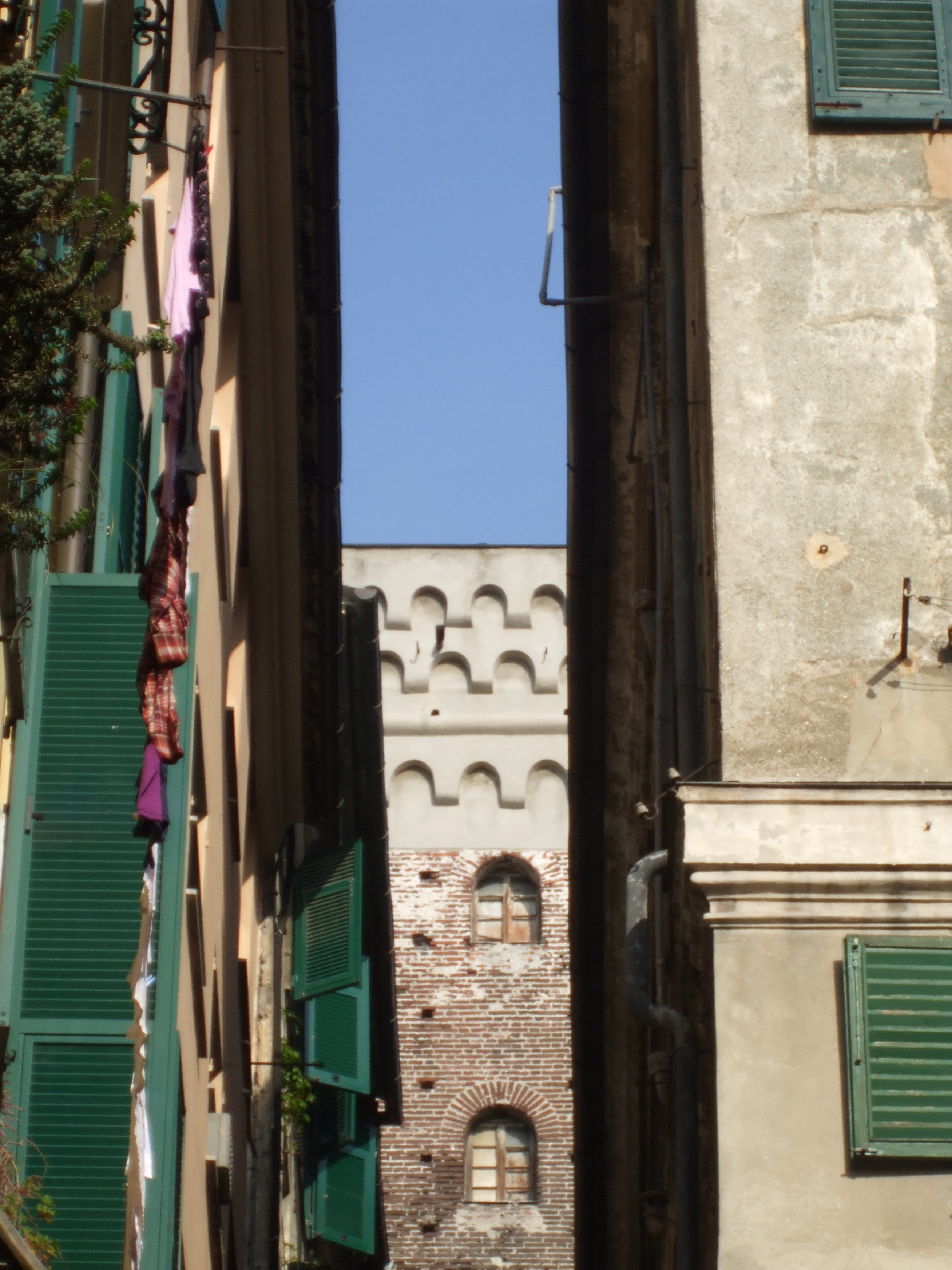
Scorcio nei caruggi, si nota la tipica presenza di persiane.
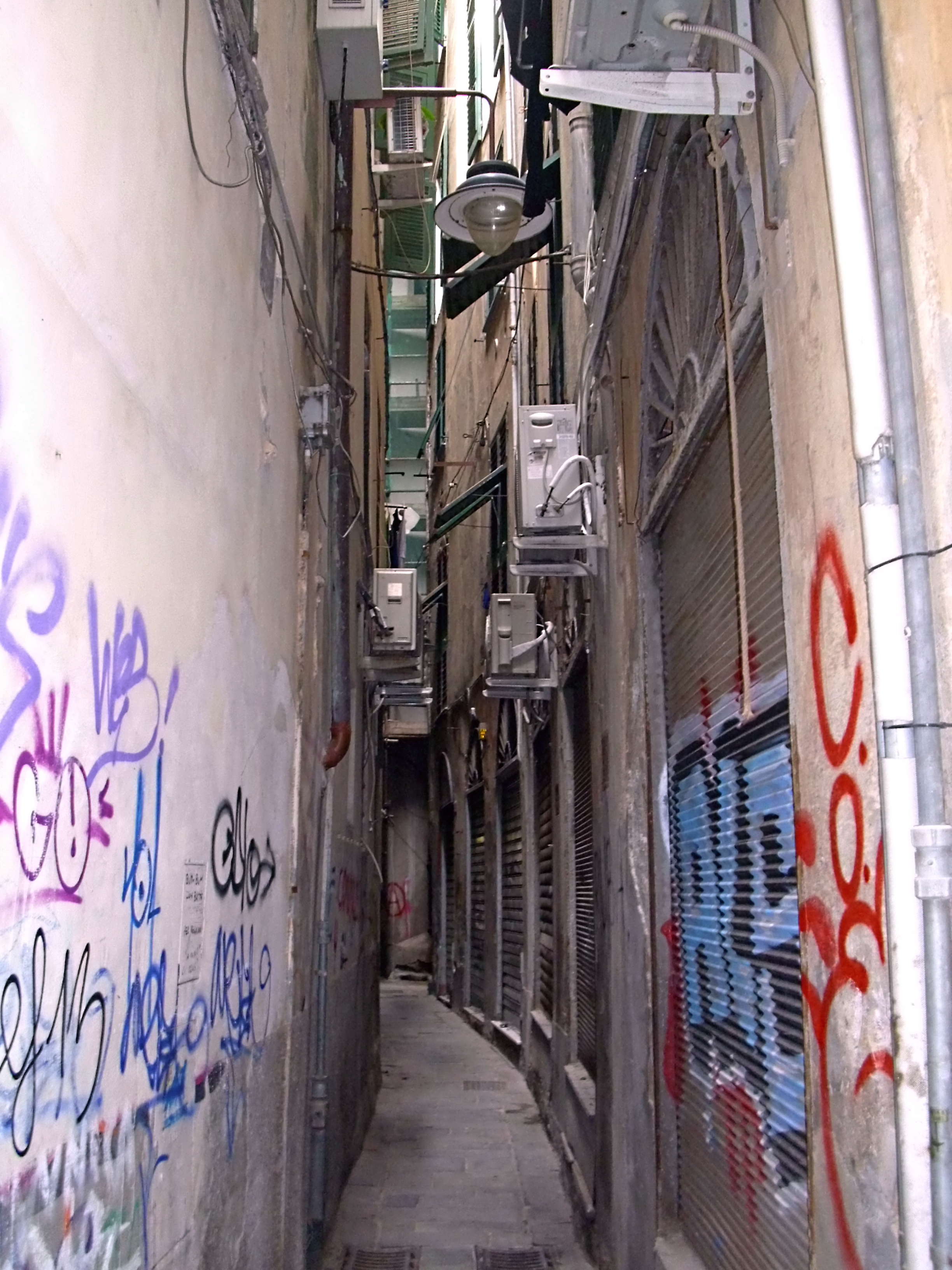
Vico delle Vigne, nei pressi della basilica di Santa Maria delle Vigne. Ricostruzioni post guerra, e aggiunte "moderne" come le serrande metalliche e le unità esterne dei condizionatori hanno modificato di molto l'originario aspetto di alcuni caruggi medioevali.
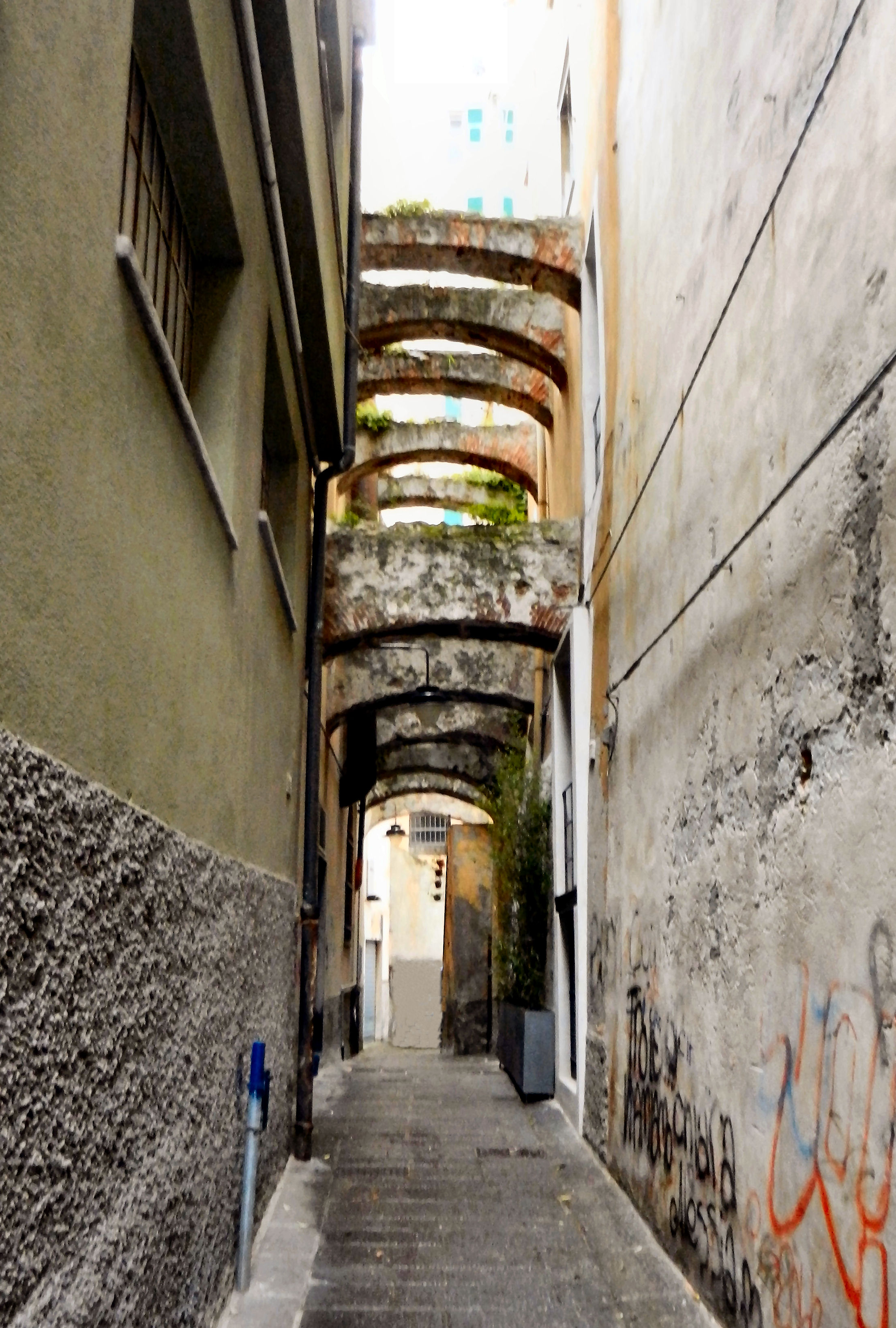
Vico Bottai, nel quartiere del Molo. La toponomastica di molti vicoli ricorda ancora le attività commerciali che si trovavano nelle zone attraversate da questi.